# Czerwono-Czarni
A Czerwono-Czarni (magyarul: Piros-feketék) egy lengyel együttes, mely 1960. június 22-én alakult Gdańskban, és 1976-ban oszlott fel. A lengyel rockegyüttesek közül elsőként nekik jelent meg lemezük. A zenekarban a fennállás másfél évtizede alatt a folyamatos tagcserék miatt összesen több mint 70 zenész játszott a zenekarban.

## Az együttesben megfordult tagok
- Michaj Burano - vokál (1960-63)
- Marek Tarnowski - vokál (1960-62)
- Andrzej Jordan [Andrzej Szmilichowski] - vokál (1960-61)
- Zbigniew Garsen [Zbigniew Wilk] - zongora (1960)
- Janusz Godlewski - vokál (1960-62)
- Wiesław Bernolak - gitár (1960-65)
- Wiesław Damięcki - basszus (1960)
- Przemysław Gwoździowski - szaxofon (1960-62)
- Ryszard Żuk - dob (1960)
- Jan Knap - dob (1960-66)
- Gustaw Gabor - basszus (1961)
- Krzysztof Sadowski - zongora (1961)
- Janusz Rafalski - basszus (1961)
- Krzysztof Bem - zongora (1961)
- Zdzisław Orłowski - basszus (1961)
- Bogdan Kezik - zongora (1961)
- Wiesław Katana - basszus (1961-65)
- Piotr Puławski - gitár (1961-65)
- Zbigniew Podgajny - zongora (1961)
- Tomasz Śpiewak - zongora (1961)
- Roman Hoszowski - vokál (1961)
- Wojciech Gąssowski - vokál (1962-63)
- Helena Majdaniec - vokál (1961-63)
- Karin Stanek - vokál (1962-69)
- Toni Keczer [Antoni Kaczor] - vokál (1962-69)
- Józef Krzeczek - zongora (1962-65)
- Mirosław Wójcik - szaxofon (1962-63)
- Kasia Sobczyk - vokál (1963-69)
- Anna Cewe - vokál (1963)
- Józef Ledecki - vokál (1963-64)
- Maciej Kossowski - vokál, trombita (1963-66)
- Szymon Beszlag - vokál (1963-64)
- Halina Frąckowiak - vokál (1963)
- Wojciech Skowroński - vokál (1963)
- Zbigniew Bizoń - szaxofon (1963-66)
- Ryszard Poznakowski - zongora (1965-67)
- Seweryn Krajewski - basszus (1965)
- Stanisław Krawczyk - gitár (1965)
- Jerzy Korman - gitár (1965-66)
- Ryszard Jeziorski - gitár (1966)
- Ryszard Gromek - dob (1966-69)
- Jacek Lech - vokál (1966-72)
- Tadeusz Mróz - gitár (1966-72)
- Henryk Fabian - vokál, gitár (1966-69)
- Henryk Zomerski - basszus, furulya, vokál (1966-76)
- Marek Pietras - gitár (1967)
- Janusz Koman - zongora, basszus (1967)
- Kazimierz Pardej - basszus (1967)
- Klaudiusz Maga - zongora (1967-71)
- Piotr Milewski - dob (1969-71)
- Wojciech Miczyński - szaxofon (1969-71)
- Marian Napieralski - trombita (1969-71)
- Janusz Bieszke - dob (1971-74)
- Irena Woźniacka - vokál (1972-73)
- Jacek Kunce - zongora (1973-75)
- Krzysztof Bernard - gitár, brácsa, vokál (1973-76)
- Teresa Bochenko - vokál (1975)
- Janusz Raciborski - dob (1975-76)
- Mirosław Stelmaszyk - zongora (1976)
- Sława Mikołajczyk - vokál (1976)

## Lemezeik

### Nagylemezek
- Czerwono-Czarni (1966)
- 17.000.000 (1967)
- Zakochani są sami na świecie (XL 0491, 1968)
- Msza beatowa "Pan przyjacielem moim" (1968)

### Kislemezek
- Elevator Rock (EP, 1961)
- Cowboy Story (EP, 1962)
- Czerwono-Czarni (EP, 1968)
- Jacek Lech Czerwono-Czarni (EP, 1969)
- O mnie się nie martw / Był taki ktoś (SP-114, 1964)

## Külső hivatkozások
- Az együttes weboldala